# Бибулано ди Сопра (Болоња)
Бибулано ди Сопра је насеље у Италији у округу Болоња, региону Емилија-Ромања.
Према процени из 2011. у насељу је живело 36 становника. Насеље се налази на надморској висини од 543 м.